# Jáchymovský tolar
Jáchymovský tolar (německy Joachimstaler) je označení historických stříbrných mincí ražených v Jáchymově v letech 1519 až 1528.

## Popis

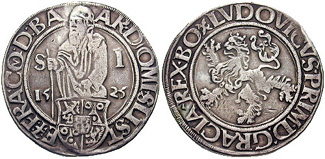
Jáchymovský tolar z roku 1525; Avers: Svatý Jáchym; revers: dvojocasý lev

- Avers (přední strana) tolaru zpodobuje reliéfní postavu patrona města svatého Jáchyma s holí v pravici a se Šlikovským erbovním štítem po levé straně. Po obvodu mince (v takzvaném opisu) je latinský nápis kapitálou se zkratkami slov, po doplnění zní: AR(gento) : DOM(inorum) : SLI(ckorum) : STE(phani) : E(t) : 7 : FRA(trum) : COM(itum)[2] : D(e) : BA(ssano), česky: Mince pánů Šliků, Štěpána a bratří, hrabat z Bassana. Nápis svatý Jáchym byl u několika ražeb ze 20. let 16. století nahrazen iniciálami SI, letopočet ražby chybí u tolarů z let 1519–1524.

- Revers (zadní strana) tolaru zpodobuje státní znak, je to český dvojocasý královský lev bez koruny, jdoucí doprava (heraldicky, tj. z pohledu mince, nikoliv pozorovatele), v opisu má nápis kapitálou: LVDOVICUS : PRIM(us) : D(ei) : GRACIA REX BOE(miae), česky:Ludvík první z Boží milosti král Český. Jméno a tituly panovníka se samozřejmě po nástupu Habsburků měnily.

## Historie
Vzorem jáchymovského tolaru byla saská mince, ražená v letech 1492–1525 ve Zwickau a Schneebergu, zvaná podle čepic vyobrazených panovníků německy Klappmützentaler. Jáchymovský tolar jí odpovídal jak svojí váhou, tak ryzostí. Na rozdíl od ní však byly jáchymovské tolary opatřeny letopočty: 1520, 1525, 1526, 1527 a 1528. Tyto mince vážily 29,23 g při obsahu 27,41 g čistého stříbra.
Ražba jáchymovského tolaru byla zahájena již před královským povolením v roce 1519, zorganizovali ji bratři Šlikové, kteří vlastnili horní pozemky v okolí Jáchymova a kontrolovali těžbu stříbra v Jáchymově. Do roku 1520 stříbro také vyváželi do Norimberka; uvědomovali si však, že ražbou mincí dosáhnou většího zisku.
Ražbu Šlikům oficiálně povolil český zemský sněm svým rozhodnutím z 9. ledna 1520. Ten jim povolil razit „větší groše v hodnotě rýnských zlatých, jejich polovin a čtvrtin“. Mince byly raženy v jáchymovské královské mincovně. Podle zpráv z několika zdrojů (jáchymovský teolog a učitel latiny Johannes Mathesius, Georgius Agricola, Johannes Miesel) však byly tolary raženy již roku 1519. Před vydáním úředního svolení vznikaly zřejmě ve sklepech šlikovského hrádku jihozápadně od Jáchymova.
Kromě běžných tolarů byly raženy mince v hodnotě čtvrt nebo půl tolaru, avšak pouze výjimečně. Roku 1520 byly vzácně raženy dvou-, tří- a čtyřtolary.
Od roku 1526 byly jáchymovské tolary raženy v další mincovně, která se nacházela pravděpodobně v Horním Slavkově. Lze odhadnout, že celkem bylo vyraženo asi 1,3 miliónu jáchymovských tolarů. Ražba byla zastavena na jaře roku 1528 z příkazu císaře Ferdinanda I.
Od jména jáchymovského tolaru se později odvozovaly názvy dalších mincí a měn – tolary a dolary. (Např. ještě v německém originále děl Karla Maye se vyskytuje označení amerického dolaru německým výrazem Taler.)